# Silvio Vella
Pour les articles homonymes, voir Vella.
Silvio Vella, né le 8 février 1967 à Toronto au Canada, est un footballeur international maltais, évoluant au poste de défenseur, reconverti en entraîneur.

## Biographie

### Sélection
Silvio Vella est convoqué pour la première fois par le sélectionneur national Horst Heese pour un match amical face à Israël le 18 octobre 1988 (défaite 2-0). Le 8 février 1994, il marque son seul but en équipe de Malte lors d'un match amical face à la Tunisie (1-1).
Il compte 90 sélections et 1 but avec l'équipe de Malte entre 1988 et 2000.

## Palmarès
- Rabat Ajax :
  - champion de Malte en 1986
  - vainqueur de la Coupe de Malte en 1986
  - vainqueur de la Supercoupe de Malte en 1985 et 1986.

- Hibernians :
  - champion de Malte en 1995 et 2002
  - vainqueur de la Coupe de Malte en 1998
  - vainqueur de la Supercoupe de Malte en 1995 et 1998.

## Statistiques

### Buts en sélection
Le tableau suivant liste tous les buts inscrits par Silvio Vella avec l'équipe de Malte.